# August Emil Holmgren
Pour les articles homonymes, voir Holmgren.
August Emil Holmgren (1829–1888) est un entomologiste suédois.

## Biographie
Il était spécialisé dans l'étude des hyménoptères et en particulier des Ichneumonidae.
Il fut professeur à la Forstakademie à Stockholm.

## Publications

### 1855
- Holmgren A.E., 1855. Försök till uppställning och beskrifning af de i Sverige funna Tryphonider.

### 1857
- Holmgren A.E., 1857. Häft 12. Hymenoptera. Virgin, CA.
- Holmgren A.E., 1857. Ophionslägtet Anomalon. Öfversigt at Kongliga Vetenskaps. Akademiens …

### 1869
- Holmgren A.E., 1869. Bidrag till Kännedomen om Beeren Eilands och Spetsbergens insekt-fauna. Kongliga Svenska Vetenskaps-Akademiens Handlingar, 8(5), 3-55.